# شهرستان خورولسکی
شهرستان خورولسکی (به لاتین: Khorolsky District) یک شهرستان در روسیه است که در سرزمین پریمورسکی واقع شده‌است.